# 五通乡
五通乡，是中华人民共和国重庆市开州区下辖的一个乡镇级行政单位。

## 行政区划
五通乡下辖以下地区：
兴五社区、寨家村、五通村、桐林村、田冲村和三元村。